# Лузиана Конко
Лузиа̀на Ко̀нко (на италиански: Lusiana Conco; на немски: Lusaan Kunken, Лузаан Кункен) е община в Северна Италия, провинция Виченца, регион Венето. Административен център на общината е село Конко (Conco), което е разположено на 830 m надморска височина. Населението на общината е 4709 души (към 2019 г.).
Общината е създадена в 1 януари 2019 г. Тя се състои от предшествуващите общини Конко и Лузиана.